# Mouriri lunatanthera
Mouriri lunatanthera är en tvåhjärtbladig växtart som beskrevs av Thomas Morley. Mouriri lunatanthera ingår i släktet Mouriri och familjen Melastomataceae. Inga underarter finns listade i Catalogue of Life.